# Mitsuru Chiyotanda
Mitsuru Chiyotanda (japanisch 千代反田 充 Chiyotanda Mitsuru; * 1. Juni 1980 in der Präfektur Fukuoka) ist ein ehemaliger japanischer Fußballspieler.

## Karriere
Chiyotanda erlernte das Fußballspielen in der Schulmannschaft der Higashi Fukuoka High School und der Universitätsmannschaft der Universität Tsukuba. Seinen ersten Vertrag unterschrieb er 2003 bei Avispa Fukuoka. Der Verein spielte in der zweithöchsten Liga des Landes, der J2 League. 2005 wurde er mit dem Verein Vizemeister der J2 League und stieg in die J1 League auf. Für den Verein absolvierte er 104 Erstligaspiele. 2007 wechselte er zum Ligakonkurrenten Albirex Niigata. Für den Verein absolvierte er 124 Erstligaspiele. 2010 wechselte er zum Ligakonkurrenten Nagoya Grampus. Mit dem Verein wurde er 2010 japanischer Meister. Für den Verein absolvierte er 33 Erstligaspiele. 2012 wechselte er zum Ligakonkurrenten Júbilo Iwata. Für den Verein absolvierte er sieben Erstligaspiele. 2013 wechselte er zum Zweitligisten Tokushima Vortis. Am Ende der Saison 2013 stieg der Verein in die J1 League auf. Für den Verein absolvierte er 23 Ligaspiele. Ende 2014 beendete er seine Karriere als Fußballspieler.

## Erfolge
Nagoya Grampus
- J1 League

Meister: 2010
Vizemeister: 2011
- Japanischer Supercup: 2011